# Larry Smarr
Larry Lee Smarr é um físico e cientista da computação estadunidense. É especialista em computação científica, aplicação de supercomputadores e infraestrutura de Internet na Universidade da Califórnia em San Diego.